# Carrie Mae Weems
Pour les articles homonymes, voir Weems.
Carrie Mae Weems, née le 20 avril 1953 à Portland, est une artiste afro-américaine principalement reconnue pour son travail dans le domaine de la photographie. Elle vit et travaille à Brooklyn et Syracuse.
Ses compositions artistiques mêlent aussi bien le texte, le tissu, l'audio, les images numériques et la vidéo d'installation. Les photographies, films et vidéos de Carrie Mae Weems ont été primés et présentés dans plus de 50 expositions aux États-Unis et à l'étranger.
Ses recherches se concentrent sur les problèmes graves auxquels doivent faire face les Afro-Américains, tels que le racisme, le sexisme, la politique et la construction identitaire.

## Biographie

### Jeunesse
Originaire de l’Oregon, aux États-Unis, Carrie Mae Weems est la deuxième enfant de Carrie Polk et Myrlie Weems sur les sept membres que compte la fratrie. Dès 1965, elle s’initie à la danse et au théâtre de rue. À l'âge de seize ans, elle donne naissance à sa fille unique Faith C. Weems. En 1969, elle quitte la maison familiale pour San Francisco et commence à étudier la danse moderne dans l’atelier d’Anna Halprin. Elle côtoie à cette même période les artistes John Cage et Robert Morris.

### Formation
La jeune femme poursuit sa scolarité artistique et intègre l'Institut des Arts de Californie, dont elle ressort diplômée d’un Bachelor of Arts à l'âge de 28 ans. Elle est ensuite diplômée d’un Master of Fine Arts de l'université de Californie à San Diego. Carrie Mae Weems participe également au programme d'études supérieures en folklore de l'université de Californie à Berkeley.

#### La photographie
Elle est politiquement très active dans le mouvement syndical et documente ses actions par le biais d’un premier appareil photo reçu en cadeau d’anniversaire.
Carrie Mae Weems étend le champ de ses projets photographiques après avoir découvert The Black Photography Annual, un livre d'images réunissant les travaux de photographes afro-américains, dont Shawn Walker, Beuford Smith, Anthony Barboza, Ming Smith, Adger Cowans et Roy DeCarava.
Cette sensibilisation l’a conduit à New York et au Studio Museum in Harlem, où elle rencontre d'autres artistes et photographes tels que Coreen Simpson et Frank Stewart. En 1976, elle participe à un cours de photographie dispensé par Dawoud Bey. De retour à San Francisco, elle poursuit cependant ses collaborations avec le Studio Museum et la communauté de photographes afro-Américains de New York.

## Carrière artistique
Carrie Mae Weems définit son angle artistique de la manière suivante : « Permettez-moi de dire que ma principale préoccupation en art, comme en politique, est le statut et la place des Afro-Américains dans notre pays.» Pour l'artiste le parcours des Afro-Américains n'est pas le centre de son œuvre, l'expérience humaine et l'inclusion sociale sont le réel point de départ.
En 1983, elle achève sa première collection de photographies, de textes et de créations orales, intitulée Family Pictures and Stories. Les images racontent l'histoire de sa famille. Pour la photographe, il s’agit surtout d’explorer le mouvement des familles noires du Sud vers le Nord des États-Unis. Elle utilise ses proches comme modèles pour un thème plus large.
En 1988, elle achève la série Is not Jokin '. Carrie Mae Weems met l'accent sur les blagues raciales et le racisme intériorisé. Un autre projet American Icons, réalisé en 1989, porte également sur le racisme. Tout au long des années 1980, elle se détourne du genre de la photographie documentaire pour mettre en scène la réalité à travers de nouvelles créations mêlant texte, images, diptyques et triptyques.
En 1990, le sexisme devient le point central de l'une de ses séries les plus connues The Kitchen Table series.
À propos de ses séries, Carrie Mae Weems déclare : « J'utilise ma propre image pour questionner le rôle de la tradition, la nature de la famille, la monogamie, la polygamie, les relations entre hommes et femmes, entre femmes et femmes. » L’artiste exprime son incrédulité et son inquiétude quant à l'exclusion des images de la communauté noire des médias populaires, et en particulier les images de femmes noires. Son travail vise à représenter ces sujets exclus et à témoigner de leurs expériences de vies,.  
Parmi les autres séries composées par Carrie Mae Weems, citer the Sea Island Series (1991-92), the Africa Series (1993), From Here I Saw What Happened and I Cried (1995-96), Who What When Where (1998), Ritual & Revolution (1998), the Hampton Project (200), the Louisiana Project (2003), Roaming (2006) et la série Museum, qu'elle débute en 2007,. Avec Grace Notes : Reflections for Now, elle réalise une performance multimédia qui explore le rôle de la grâce dans la poursuite de la démocratie,.
Carrie Mae Weems vit à Brooklyn et Syracuse, avec son mari Jeffrey Hoone. Elle continue à produire de l'art et à fournir un commentaire social sur les expériences des personnes de couleur, en particulier les femmes noires des États-Unis.

## Enseignement et distinctions
Au cours de sa carrière, Carrie Mae Weems a remporté de nombreux prix. En 2005, elle est lauréate du Distinguished Photographers Award, en reconnaissance de ses contributions significatives au monde de la photographie.
Ses talents de photographe ont également été reconnus par de nombreux collèges, y compris l'Université Harvard et le Wellesley College, avec la mise en place de bourses, de résidences d’artistes et des postes de professeurs invités. Elle enseigne la photographie au Hampshire College à la fin des années 1980. En 2013, elle obtient une bourse de la Fondation MacArthur et est nommée membre de la Fondation Ford Art of Change en 2015. La même année, le Centre Hutchins pour la recherche africaine et afro-américaine lui remet la médaille W. E. B. Du Bois.
En 2016, elle reçoit un doctorat honoris causa de l'Université de Syracus afin de récompenser ses années d'enseignement.

## Rétrospectives
La première rétrospective complète de son travail Carrie Mae Weems : Three Decades of Photography and Video ouvre ses portes en septembre 2012 au Centre Frist pour les arts visuels de Nashville dans le Tennessee,.
Organisée par la curratrice Katie Delmez, l'exposition s'est ensuite rendue au Portland Art Museum, au Cleveland Museum of Art et au Cantor Centre for Visual Arts, avant de s’installer au musée Solomon R. Guggenheim de New York, en janvier 2014. Elle devient la première femme afro-américaine à obtenir une exposition solo au Guggenheim. Les œuvres de Carrie Mae Weems sont de nouveau exposées au Centre Frist pour les arts visuels en octobre 2013, dans le cadre de la collection 30 Americans, aux côtés d'artistes noirs allant de Jean-Michel Basquiat à Kehinde Wiley.
Son travail est inclus dans des collections partout dans le monde, y compris le Metropolitan Museum of Art et le Museum of Modern Art, le musée des Beaux-Arts de Houston, l'Institut des Arts de Minneapolis, le Cleveland Museum of Art, le Portland Art Museum, le Tate Museum de Londres et le musée d'art contemporain de Los Angeles. L’artiste est représentée par Jack Shainman Gallery depuis 2008.
L’ouvrage Carrie Mae Weems, est édité par Yale University Press en octobre 2012. Le livre offre la première enquête majeure sur la carrière de Carrie Mae Weems et comprend une collection d'essais de chercheurs de premier plan et émergents, en plus de la publication des deux cents œuvres les plus importantes de l’artiste.

## Publications
- Diasporic Landscapes of Longing, Carrie Mae Weems, Bell hooks, Philadelphia, The Fabric Workshop, 1994
- Black Bodies, White Science: The Slave Daguerreotypes of Louis Agassiz, Brian Wallis, The Journal of Blacks in Higher Education, No. 12,102-106, 1996
- Carrie Mae Weems : the Hampton Project, Vivan Patterson, textes de Frederick Rudolph, Constance W. Glenn, Deborah Willis-Kennedy, Jeanne Zeidler, interview de Denise Ramzy et Katherine Fogg, New York, Aperture, Williamstown, MA, Williams College Museum of Art, 108p, 2000,  (ISBN 0893819131)
- Carrie Mae Weems : the Louisiana Project, Susan Cahan, Tulane University, Newcomb Art Gallery, 76p, 2005,  (ISBN 0966859553)
- Carrie Mae Weems, Yale University Press, en association avec le Centre Frist pour les arts visuels, Nashville, Tennessee, 280p, 2012,  (ISBN 9780300176896)

## Expositions
Liste non exhaustive des présentations en solo du travail de Carrie Mae Weems :
- Carrie Mae Weems : Three Decades of Photography and Video, Centre Frist pour les arts visuels de Nashville, Tennessee, 21 septembre 2012 - 13 janvier 2013
- Carrie Mae Weems : Three Decades of Photography and Video, Portland Art Museum, Oregon, 2 février - 19 mai 2013
- Carrie Mae Weems : Three Decades of Photography and Video, Cleveland Museum of Art, Cleveland, Ohio, 30 juin - 29 septembre 2013
- Carrie Mae Weems : Three Decades of Photography and Video, Cleveland Museum of Art, Cleveland, Ohio, 30 juin - 29 septembre 2013
- Carrie Mae Weems : Three Decades of Photography and Video, Iris & B. Gerald Cantor Center for Visual Arts. Stanford, Californie, 2013
- Carrie Mae Weems : Three Decades of Photography and Video, musée Solomon R. Guggenheim, New York, 24 janvier - 14 mai 2014

## Récompenses
- 2005 : Distinguished Photographers Award
- 2013 : Prix pour l'ensemble de sa carrière du Congressional Black Caucus Foundation[35]
- 2013 : Genius Award, Fondation MacArthur Fellow[36]
- 2014 : BET Visual Arts Award[37]
- 2014 : Lucie Awards in Fine Arts
- 2015 : ICP Spotlights Award, Centre international de la photographie[38]
- 2015 : Ford Foundation Art of Change Fellow[39]
- 2015 : Médaile W. E. B. Du Bois, Université d'Harvard
- 2016 : National Artist Award, Anderson Ranch Arts Center[40]
- 2016 : Docteur honoris causa en beaux-arts de l'université de Syracuse
- 2017 : Bourse Inga Maren Otto, The Watermill Center[41]
- 2023 : Prix international de la Fondation Hasselblad